# びすば
びすば(VISVA)は東日本フェリーが運航していたフェリー。後に九四フェリーボートでも就航した。

## 概要
1987年に内海造船瀬戸田工場で建造され、青森～函館航路（青函航路）に就航した。船名は「インド神話の全ての神々の総称」に由来する。
1999年、九四フェリーボートへ売却され、運航を終了した高速フェリーはやぶさの代船として八幡浜～臼杵航路に就航した。
その後、九四フェリーボートの倒産により、九四オレンジフェリーへ継承され、2004年に改装を受けるなど長らく運航されたが、2007年に代船であるおれんじ九州が就航したため、引退した。
2007年にギリシャのZante Ferriesへ売船され、「ADAMANTIOS KORAIS」となり、ピレウスとサントリーニを結ぶ航路などで運航されている。

### 船内
船室は2等モノクラスであった。九州となってからは自動販売機が設置されていた。

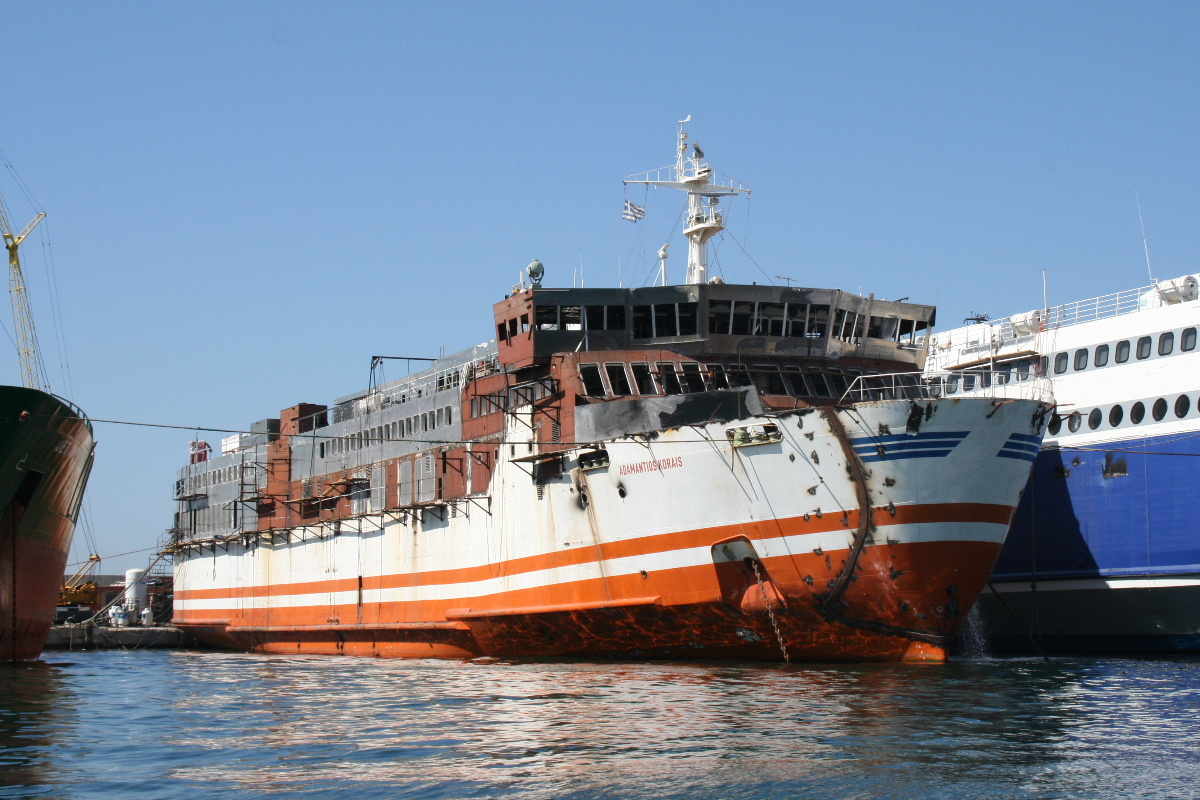
改造中の本船
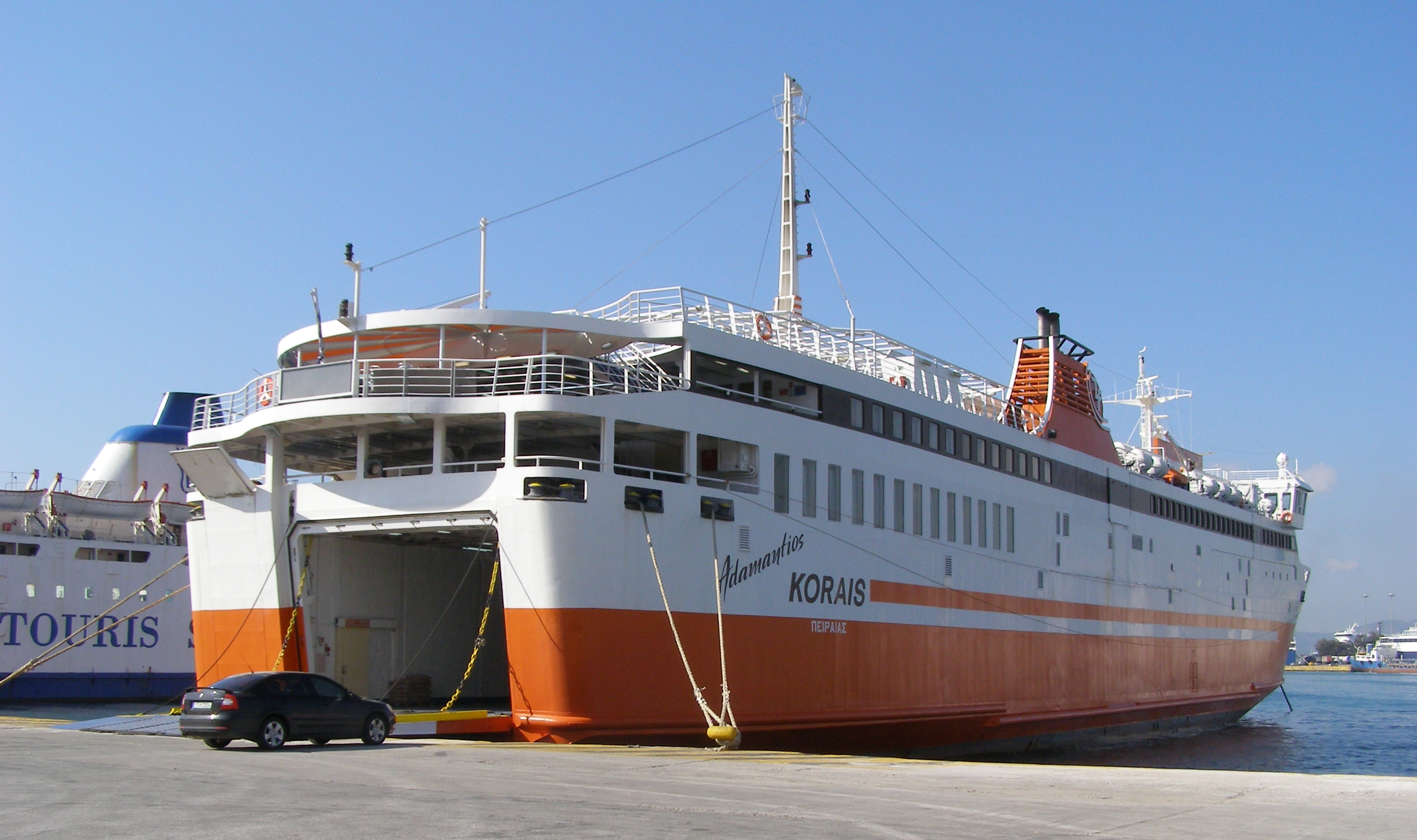
船尾より右舷側
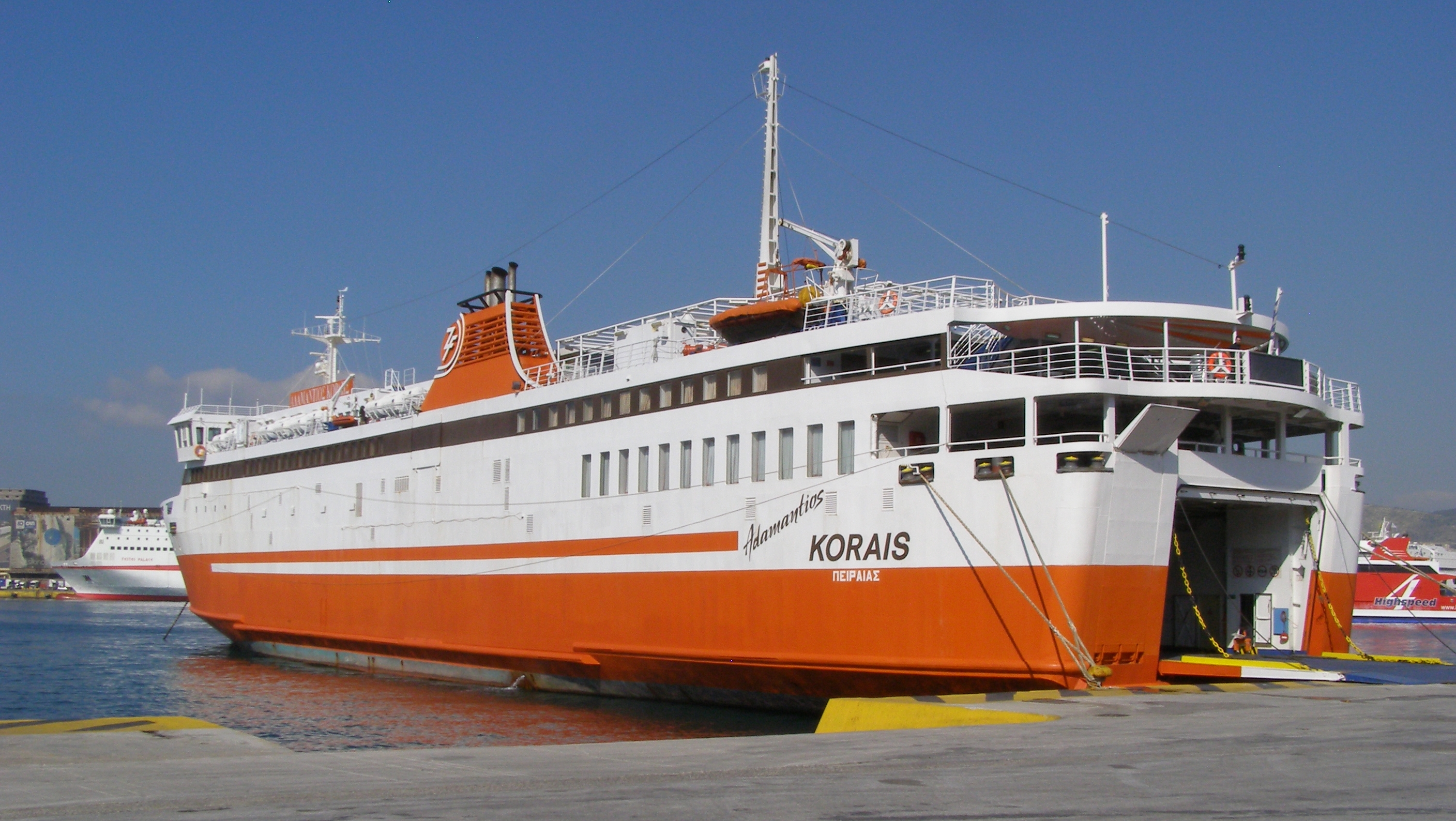
船尾より左舷側